# Льодовий палац (Санкт-Петербург)
Льодовий палац — спортивно-концертний комплекс у Санкт-Петербурзі, розрахований на 12 300 глядачів, придатний для проведення музичних концертів, спортивних змагань та інших заходів.
Стадіон будувався два роки з 1998 по 2000 рік, і перший матч був зіграний у квітні 2000 року. Витрати на зведення Палацу Спорту були близько 60 мільйонів доларів. Льодовий Палац (пров. П'ятирічок, 1) був побудований до проведення в Санкт-Петербурзі чемпіонату світу з хокею 2000 року. Палац побудований біля станції метро «Проспект Більшовиків» на місці заболоченого пустиря.